# 2014 RC
2014 RC es un pequeño asteroide cercano a la Tierra que hizo una aproximación cercana a la Tierra de 0,000267 UA (39,900 km, 24.800 km) (0,1 distancias lunares) en torno a las 18:02 UTC, el 7 de septiembre de 2014.

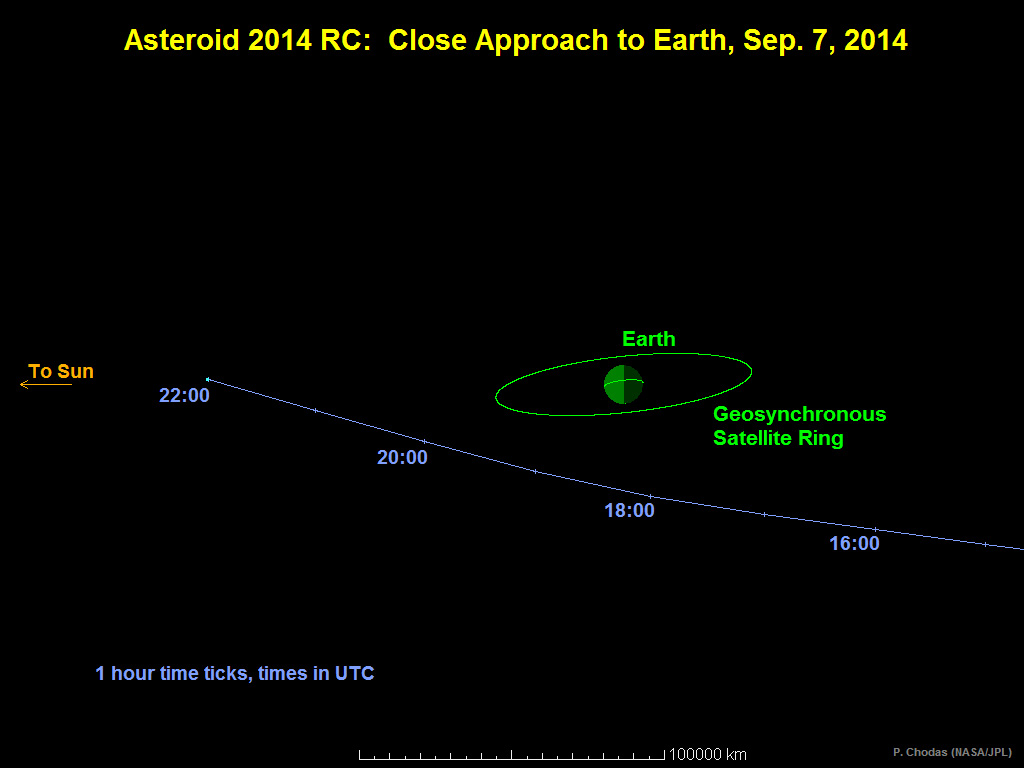

El asteroide se iluminó brevemente a cerca de magnitud aparente 11,5, por lo que no fue visible a simple vista o con binoculares comunes. En el pico de brillo del asteroide tenía una declinación de -47, y era más fácilmente visible en Nueva Zelanda. El asteroide es aproximadamente tan grande como el Bólido de Cheliábinsk, y pasó casi tan cerca de la Tierra como (367943) Duende en 2013.
El 7 de septiembre un meteorito causó una fuerte explosión en una zona no habitada al oeste del aeropuerto internacional de Managua (Nicaragua). Cayó con una inclinación de entrada de 50° con dirección oeste-noroeste y creó un cráter de unos 12 m de diámetro y 5,5 m de profundidad en la zona del impacto. Se estima que este meteorito pudo desprenderse del asteroide 2014 RC.
2014 RC fue retirado de la Tabla de Riesgo JPL Sentry el 5 de septiembre de 2014 y no hay fechas posibles de impacto conocidos en los próximos 100 años. El 8 de septiembre de 2115 el asteroide puede pasar tan cerca como 0,0017 UA (250.000 km).
Durante la aproximación cercana a la Tierra en 2014, el período orbital de 2014 RC se redujo de 600 días a 549 días. La excentricidad orbital disminuyó mientras que la inclinación orbital aumentó. Durante 2014, los asteroides 2014 AA y 2014 LY21 se han acercado a la Tierra. 